# Goran Tufegdžić
Goran Tufegdžić (srp. ćir. Горан Туфегџић) (Požarevac, Srbija, 15. studenog 1971.) je srbijanski nogometni trener i bivši nogometaš. Trenutno radi kao izbornik Kuvajta. profesor je tjelesne i zdravstvene kulture.
Tufegdžić je kratkotrajnu igračku karijeru započeo 1987. u niželigaškom klubu FK Mladi Radnik te je 1989. stavljen na listu igrača za jugoslavensku olimpijsku reprezentaciju.
Trenersku karijeru je započeo 1999. u Mladom Radniku dok je tijekom 2001. i 2002. radio u nogometnoj školi srpskog nogometnog saveza.
Nakon toga Tufegdžić seli u Kuvajt gdje postaje trener u Al Qadsiji. Uskoro se Tufegdžić vraća u Srbiju gdje ponovo trenira momčad Mladog Radnika te je klub pod njegovim vodstvom izborio plasman u višu ligu. Povratkom u Kuvajt, Tufegdžić je ponovo asistent u Al Qadsiji dok je između 2007. i 2009. trenirao Al-Shabab.
U kuvajtskoj reprezentaciji Goran Tufegdžić je najprije bio asistent izborniku i prijašnjem suradniku Mohammedu Ibrahemu. Odlaskom Ibrahema, Tufegdžić je 1. veljače 2009. imenovan novim izbornikom te je s kuvajtskim nogometnim savezom potpisao jednogodišnji ugovor. 6. svibnja 2010. savez je s izbornikom produžio ugovor na 16 mjeseci.
Kuvajtska reprezentacija je pod Tufegdžićevim vodstvom 2010. godine osvojila Zapadnoazijski i Zaljevski kup.
2011 godine proglašen najboljim trenerom za zapadnu Aziju

## Osvojeni trofeji

### Trenerski trofeji
| Momčad | Trofej             | Godina |
| Kuvajt | Kuvajt             | Kuvajt |
| ------ | ------------------ | ------ |
| Kuvajt | Zapadnoazijski kup | 2010.  |
| Kuvajt | Zaljevski kup      | 2010.  |